# الا کراوتس
الا کراوتس (انگلیسی: Alla Kravets؛ زادهٔ ۱۲ ژانویهٔ ۱۹۷۳) بازیکن والیبال اهل اوکراین است.